# Rag'n'Bone Man
Rag'n'Bone Man, pseudonimo di Rory Charles Graham (Uckfield, 29 gennaio 1985), è un cantautore britannico.
Vincitore di tre BRIT Awards, ha raggiunto la popolarità internazionale nel 2016 grazie al singolo Human, che ha scalato le classifiche di vendita europee. L'album eponimo è divenuto il quarto più venduto del 2017 globalmente con 1,6 milioni di copie. Successivamente alla collaborazione Giant, singolo di Calvin Harris, pubblica nel 2021 il secondo progetto discografico Life by Misadventure, preceduto dal singolo Anywhere Away from Here con la partecipazione di Pink.

## Biografia
Rory Charles Graham è nato il 29 gennaio 1985 a Uckfield, East Sussex. Ha frequentato il Ringmer Community College di Ringmer, da cui è stato espulso, e poi si è iscritto all'Uckfield College nella sua città natale. All'età di 15 anni, ha iniziato a cantare con una troupe di batteria e basso usando come nome d'arte Rag 'N' Bonez, ispirato guardando le ripetizioni della sitcom britannica Steptoe and Son. Mentre era a scuola, faceva parte di un gruppo di giovani supportati da The Prince's Trustche sviluppando un progetto comunitario che ha coinvolto la pittura e il giardinaggio a Crowborough.

## Carriera

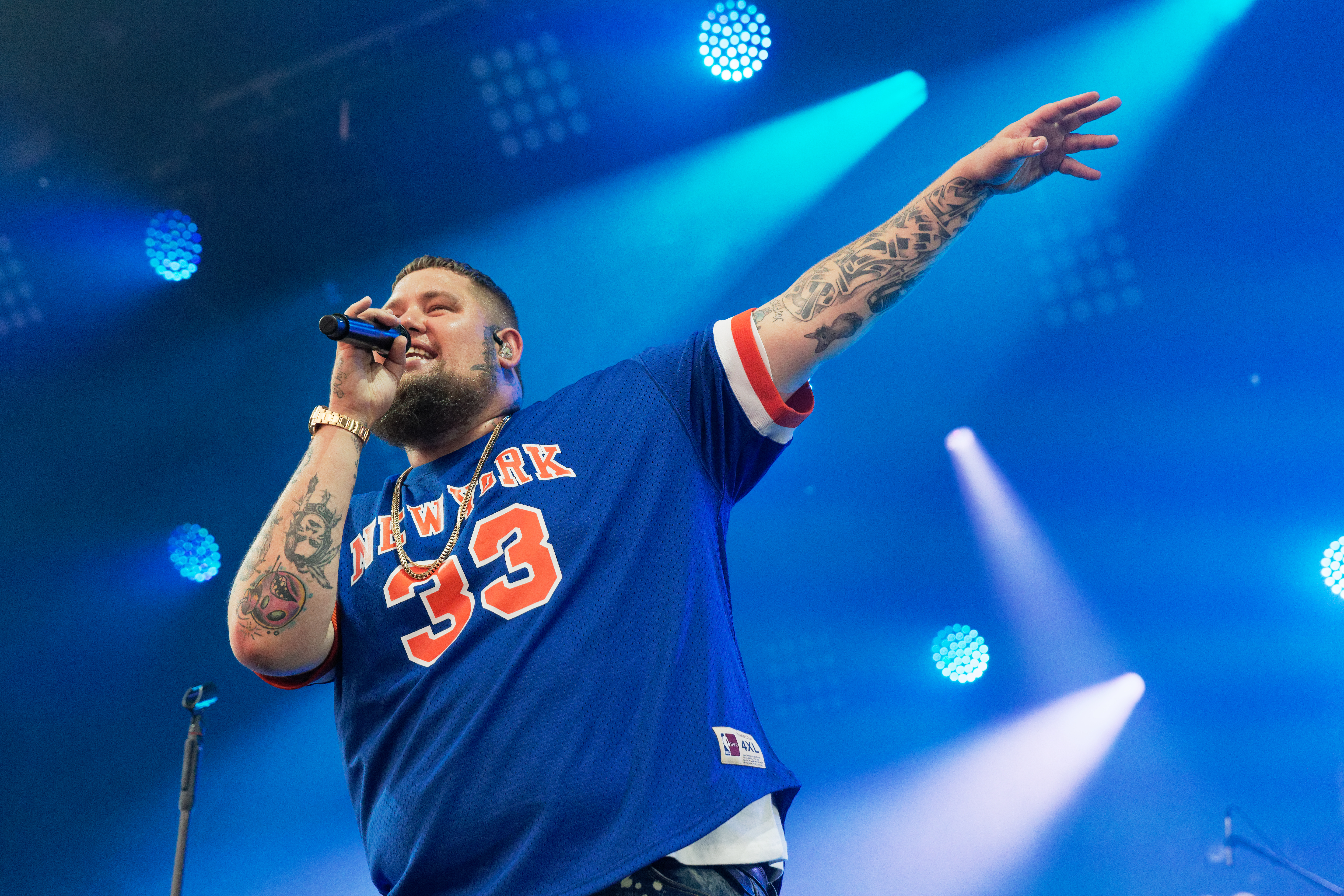
Rag'n'Bone Man al Festival du Bout du Monde

Ha esordito nel 2011 collaborando con l'etichetta discografica High Focus, dedicata alla musica hip hop, pubblicando nel 2012 l'EP Bluestown.
Dal 2013 ha lavorato al fianco di Mark Crew, in quel periodo impegnato nella realizzazione dell'album Bad Blood dei Bastille. Crew ha prodotto anche il suo secondo EP, Wolves, pubblicato dalla Best Laid Plans Records (2014) seguito l'anno successivo da Disfigured, dal quale è stato estratto il suo primo singolo Hard Came the Rain.
Ha raggiunto la popolarità internazionale nel 2016 con il singolo Human, pubblicato dalla Columbia Records, che ha raggiunto ottimi risultati di vendita e la vetta delle classifiche di Austria, Svizzera e Belgio. Nello stesso anno sono usciti i singoli Healed e Wolves e ha collaborato con Stig of the Dump per il brano She, a sua volta pubblicato come singolo.
L'album di debutto dell'artista, intitolato Human, è stato pubblicato nel febbraio 2017. Nel 2019, assieme a Calvin Harris, pubblica Giant. Nello stesso anno collabora con il cantante italiano Zucchero Fornaciari, insieme al quale scrive Freedom, primo singolo estratto dall'album D.O.C. del bluesman reggiano e usato come sigla iniziale del programma Freedom - Oltre il confine (andato in onda prima su Italia 1, poi su Rete 4) di Roberto Giacobbo sin dalla seconda edizione.
Graham ha anche cantato e co-sceneggiato una delle canzoni, Broken People, dal film Netflix del 2017 di Will Smith, Bright. Il 29 gennaio 2021 pubblica il singolo All You Ever Wanted e annuncia il suo secondo album Life by Misadventure, la cui pubblicazione (inizialmente prevista per il 23 aprile 2021) avviene il 7 maggio 2021. Il 9 aprile 2021 pubblica il singolo Anywhere Away from Here, in collaborazione con P!nk. Nel 2022 pubblica il singolo Circles in collaborazione col rapper Ocean Wisdom.

## Vita privata
Graham e sua moglie, Beth Rouy, hanno un figlio di nome Reuben (nato a settembre 2017). Si sono sposati nel maggio 2019 al Lewes Registry Office. Successivamente si sono separati.
Graham ha appoggiato il leader del partito laburista Jeremy Corbyn nelle elezioni generali del Regno Unito del 2017. Durante un'intervista con Channel 4, ha detto di aver visto Corbyn come un "uomo che parla con passione" e ha aggiunto che poteva "relazionarsi a ciò che Corbyn dice e non si è mai sentito così prima".
Graham è un mecenate dell'associazione di beneficenza musicale per giovani AudioActive con sede a Brighton. In una dichiarazione ufficiale per l'ente di beneficenza, ha detto: "AudioActive sta facendo qualcosa per garantire che, indipendentemente dalla ricchezza o dal background, i giovani abbiano la possibilità di essere creativi".

## Discografia

### Album in studio
- 2017 – Human
- 2021 – Life by Misadventure

### EP
- 2012 – Bluestown
- 2014 – Wolves
- 2015 – Disfigured
- 2022 – Live from Larch Studios

### Singoli
- 2015 – Hard Came the Rain
- 2016 – Healed
- 2016 – Wolves
- 2016 – She (feat. Stig of the Dump)
- 2016 – Human
- 2017 – Skin
- 2017 – As You Are
- 2017 – Grace (We All Try)
- 2017 – Broken People (con Logic)
- 2019 – Giant (con Calvin Harris)
- 2021 – All You Ever Wanted
- 2021 – Fall In Love Again
- 2021 – Anywhere Away from Here (con Pink)
- 2021 – Alone
- 2021 – Crossfire
- 2022 – Circles (feat. Ocean Wisdom)